# Agostino Chigi (1858)
Agostino Chigi Albani della Rovere (Ariccia, 29 luglio 1858 – Adua, 1º marzo 1896) è stato un nobile e militare italiano.

## Biografia

Stemma della famiglia Chigi-Albani-Della Rovere.

Nacque ad Ariccia presso palazzo Chigi il 29 luglio 1858 come primogenito di Mario Chigi Albani della Rovere e Antonietta di Sayn-Wittgenstein-Berleburg.
Attendente del governatore Oreste Baratieri, prese parte alla battaglia di Adua nel 1896 alla guida del 3º Reggimento, cadendo probabilmente a fianco di Baratieri. Dopo la sua morte, essendo rimasto celibe e senza figli, la primogenitura passò al fratello Ludovico. Fu inoltre insignito della Medaglia d'argento al valor militare.

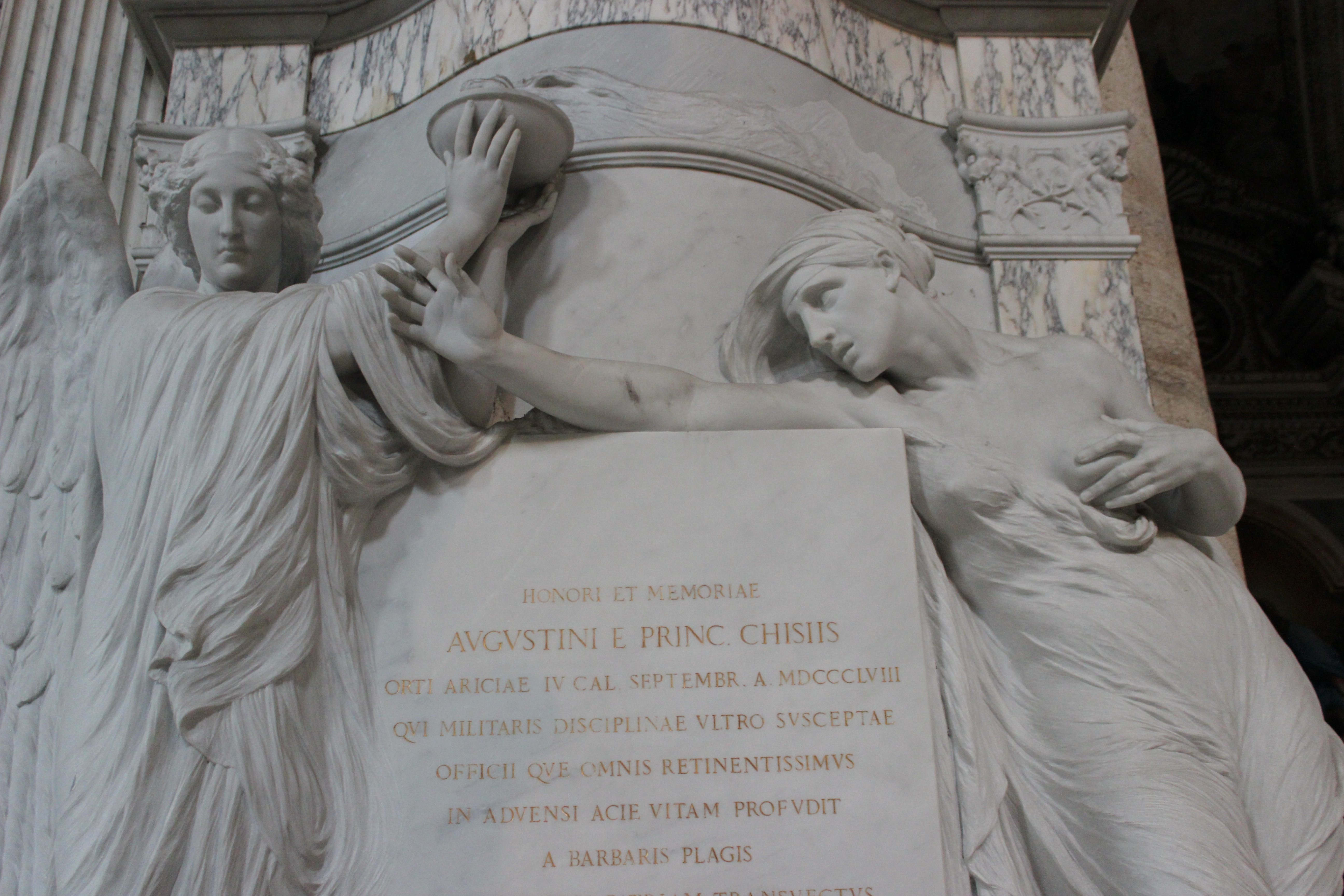
Il cenotafio nella cappella Chigi della basilica di Santa Maria del Popolo a Roma, opera di Adolfo Apolloni.

In sua memoria la famiglia Chigi fece realizzare dallo scultore Adolfo Apolloni un cenotafio presso la cappella di famiglia nella basilica di Santa Maria del Popolo a Roma. Sempre in sua memoria, la madre Antonietta finanziò la costruzione dell'Istituto Ortopedico di Ariccia, inaugurato nel 1915 mentre il governatorato di Roma gli dedicò una strada nel 1937 nella zona di Stagni di Ostia.